# الکساندر شارکوفسکی
الکساندر میخاولایوویچ شارکوفسکی ریاضی‌دان اهل اکراین متولد ۱۹۳۶ برای ارائه قضیه شارکوفسکی شهرت دارد. این قضیه در مورد سیستم گسسته، در سامانه‌های پویا می‌باشد. وی این قضیه را در سال ۱۹۶۴ طرح کرد.